# Dag Hammarskjöld
Dag Hjalmar Agne Carl Hammarskjöld (29. juli 1905 i Jönköping, Småland, Sverige – 18. september 1961 i Nordrhodesia) var en svensk diplomat og FN's generalsekretær fra april 1953 til sin død ved et flystyrt i det daværende Nordrhodesia (nu Zambia) i september 1961.
Hammarskjöld var søn af landshøvding og statsminister Hjalmar Hammarskjöld og tilhørte en adelsslægt, der siden 1610 regner mange fremragende personligheder, blandt dem skjalden Lorenzo Hammarskiöld.
Hammarskjöld var uddannet nationaløkonom. I 1949-1953 var han medlem af Tage Erlanders regering, de to første år som kabinetssekretær (viceudenrigsminister) og derefter som udenrigshandelsminister.
Han modtog posthumt Nobels fredspris i 1961. Hammerskjöld var meget upopulær blandt de tidligere koloniejere, fordi han kæmpede for de afrikanske landes frihed. 
I 2017 viste en ny undersøgelse fra FN, at flyet muligvis blev skudt ned.
I forbindelse med hans død omdøbtes den inderste del af Østerbrogade i København til Dag Hammarskjölds Allé på strækningen fra Østerport Station til Lille Triangel.
I 2023 instruerede Per Fly filmen Hammarskjöld.